# USS Bache (DD-470)
Pour les autres navires du même nom, voir USS Bache.
L'USS Bache (DD-470) est un destroyer de classe Fletcher en service dans la Marine des États-Unis pendant la Seconde Guerre mondiale. Il a été nommé en l'honneur du commandant George M. Bache, officier de l'United States Navy, combattant du côté de l'Union dans la guerre civile américaine.

## Construction
Sa quille est posée le 19 novembre 1941 au chantier naval Bethlehem Shipbuilding Corporation à Staten Island, de New York, il est lancé le 7 juillet 1942 ; parrainée par Miss Louise Bache, fille du commandant Bache. Le navire est mis en service le 14 novembre 1942.

## Historique
Se rapportant à la flotte de l'Atlantique (Atlantic Fleet), le Bache a servi d'escorte à un convoi en direction de l'ouest jusqu'à Halifax, en Nouvelle-Écosse, puis est retourné à New York pour sa révision après l'inspection. Le 6 février 1943, il quitte Norfolk en Virginie pour escorter le porte-avions anglais HMS Victorious (R38). Les navires arrivent à Pearl Harbor le 4 mars 1943. Le 10 mai, après une période d'entraînement, le Bache part pour les îles Aléoutiennes. Il sert dans la région des Aléoutiennes jusqu'en décembre 1943, prenant part au bombardement de Kiska. Après une brève révision à Pearl Harbor, il rejoint la 7e flotte (United States 7th Fleet) le 23 décembre 1943.
Jusqu'au 29 octobre 1944, le Bache opère avec la 7e Flotte en prenant part au bombardement des îles Nouvelle-Bretagne (26 décembre 1943), de l'île Los Negros, des îles de l'Amirauté, débarquements (29 février 1944) ; bombardement des îles Ndrillo et Karunia dans les Amirautés (4-7 mars), bombardement de diverses plages d'assaut et de cibles d'opportunité en Nouvelle-Guinée et dans les îles adjacentes (10 avril - 15 septembre) ; bombardement de l'île de Leyte, îles Philippines (20 octobre) ; et enfin, le 25 octobre 1944, en tant qu'unité du groupe opérationnel 77.3 (Task Group 77.3 - TG 77.3), il a pris part à la victoire écrasante de la bataille du détroit de Surigao. Le 29 octobre, le Bache quitte Leyte en direction des États-Unis pour une révision du chantier naval.

### Îles Marshall, Okinawa
Une fois sa révision terminée, il rejoint la 5e flotte (United States Fifth Fleet) à Eniwetok des îles Marshall le 20 février 1945. Entre le 28 février et le 5 mars, il fournit un soutien aérien à Iwo Jima. Le 1er avril, le Bache arrive au large d'Okinawa pour des missions de contrôle et de piquetage. Il a subi de légers dommages le 3 mai, lorsqu'un avion kamikaze ennemi a dépassé le navire et s'est écrasé en mer. Le même jour, il s'est porté au secours du USS LSM(R)-195 en difficulté et a sauvé son équipage de 74 personnes. En restant à son poste, il a aidé à détruire plusieurs avions ennemis. Le 13 mai, plusieurs bombardiers en piqué ennemis ont attaqué le poste de piquetage et l'un d'eux a réussi une attaque kamikaze sur le Bache. L'aile de l'avion a frappé près de la cheminée numéro deux, catapultant l'avion sur le pont principal au milieu du navire, et sa bombe a explosé à environ 2,1 m au-dessus du pont principal. Quarante et un membres de l'équipage ont été tués (16 manquants au combat) et 32 ont été blessés. Toute la vapeur et l'énergie électrique ont été perdues. Les incendies ont été maîtrisés en 20 minutes et le navire a été remorqué à Kerama Retto sur l'île d'Okinawa, pour des réparations temporaires.
Le Bache est arrivé au chantier naval New York Navy Yard le 13 juillet 1945 pour des réparations permanentes, puis s'est rendu à Charleston en Caroline du Sud, pour être mis hors service. Le 4 février 1946, le Bache est mis hors service en réserve à Charleston.

### Après-guerre

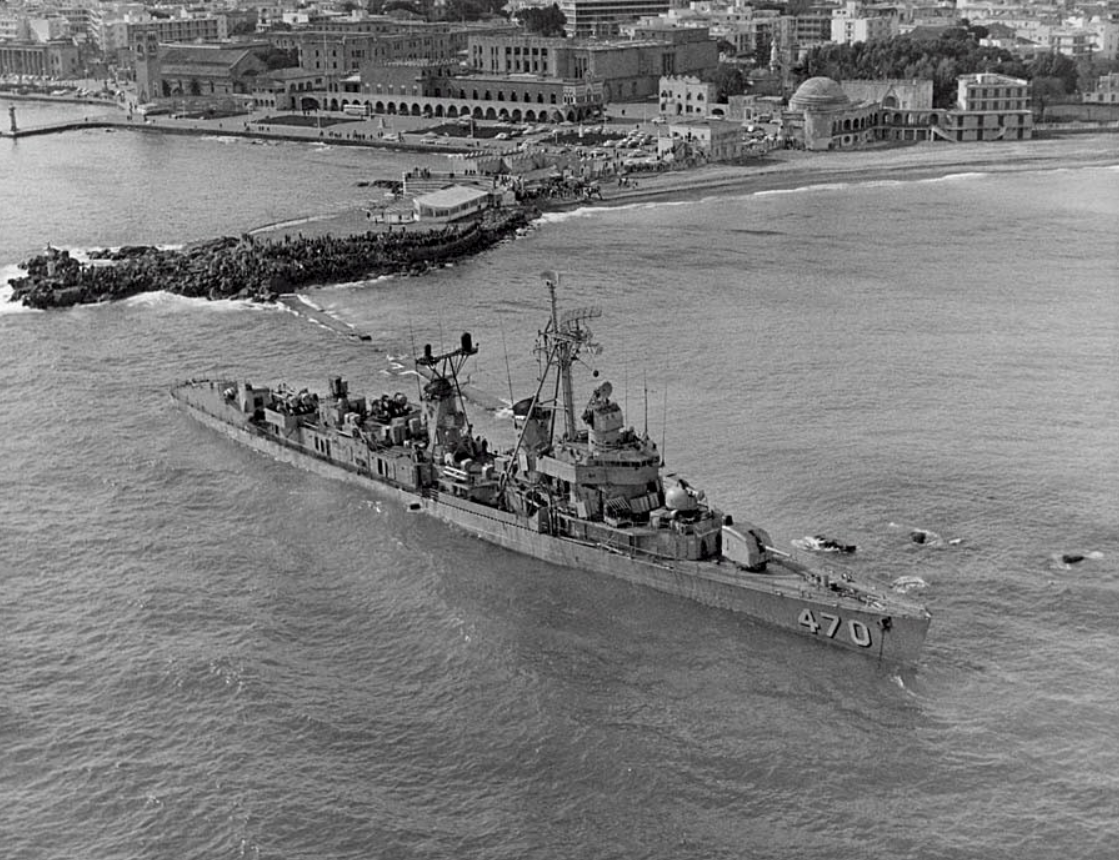
Le USS Bache à Rhodes après qu'il s'est échoué dans un coup de vent le 6 février 1968.

En 1950, le Bache a été transformé en destroyer d'escorte au Boston Navy Yard (reclassé DDE-470 le 2 janvier 1951) et remis en service le 1er octobre 1951. Le Bache a été affecté à la flotte de l'Atlantique (Atlantic Fleet), et depuis lors, il a effectué six croisières dans la mer des Caraïbes pour des opérations et des exercices d'entraînement et trois croisières en Méditerranée, où il a opéré en tant qu'unité de la 6e flotte.
Le Bache est redevenu le DD-470 le 30 juin 1962. A un moment donné, le Bache a été équipé d'un lance-roquettes anti-sous-marin Weapon Alpha, à la place de la tourelle numéro 2, afin de moderniser ses capacités. Le Bache s'est échoué à l'extérieur du port de Rhodes lors d'un coup de vent pendant une visite portuaire de trois jours sur l'île de Rhodes, en Grèce, le 6 février 1968. Il a été déclaré perte totale et mis à la ferraille sur place. Le Bache a été désarmé et rayé du registre des navires de la marine (Naval Vessel Register) le 1er mars 1968.

## Décorations
Le Bache a reçu 8 battle stars pour son service pendant la Seconde Guerre mondiale.